# Alexandre Goré
Alexandre Goré est un homme politique français né le 24 septembre 1872 à Fresne-Léguillon et mort le 22 juillet 1968.

## Biographie
Titulaire du baccalauréat, il s'établit agriculteur dans sa ville natale - il occupera notamment les fonctions de président de la Société des agriculteurs de l'Oise et de président de la Chambre d'agriculture. Il entre ensuite en politique en 1931 en devenant conseiller municipal de Fresnes-Léguillon en 1908, puis maire en 1912, sous les couleurs des Radicaux indépendants. En 1919, il est également élu conseiller d'arrondissement de Chaumont-en-Vexin.
En 1932, il se présente aux élections sénatoriales et fait campagne sur un programme libéral. Élu, il rejoint le groupe centriste de l'Union démocratique et radicale. Ses interventions dans les débats sont « rares et brèves », nous dit le Dictionnaire des anciens parlementaires.
Il ne prend pas part au vote du 10 juillet 1940 sur la remise des pleins pouvoirs au Maréchal Pétain et se retire de la vie politique.

## Sources
- « Alexandre Goré », dans le Dictionnaire des parlementaires français (1889-1940), sous la direction de Jean Jolly, PUF, 1960 [détail de l’édition]